# ГЕС Свартісен
ГЕС Свартісен – гідроелектростанція у центральній частині Норвегії між Му-і-Рана та Буде. Використовує ресурс із цілого ряду річок, котрі несуть свої води до розташованих між зазначеними містами фіордів.
Необхідне для роботи станції водосховище Storglomvatnet створили на річці Fykanaga, яка впадає до Glomfjorden. Ще до реалізації проекту Свартісен тут існував резервуар, котрий накопичував ресурс для ГЕС Glomfjord, введеної в експлуатацію у 1920 році та в подальшому розширеної до показника 120 МВт. У 1990-х замість старої бетонної звели нову кам’яно-накидну греблю висотою 125 метрів та довжиною 825 метрів (попередня споруда при цьому виявилась затопленою). Гребля дозволила створити найбільше в країні водосховище з площею поверхні 47,3 км2 та корисним об’ємом 3506 млн м3, в якому припустиме коливання рівня між позначками 460 та 585 метрів НРМ.
Окрім власного стоку сюди зі сходу перекидається додатковий ресурс зі сточища річок Beiarelva (тече у північному напрямку та впадає до Beiarfjorden, котрий через Nordfjord та Beiarkjeften сполучається з гирлом Saltfjorden – великої затоки, на березі якої і стоїть зазначене вище місто Буде) та Blakkåga (тече у південному напрямку до впадіння праворуч у Raudvassåga, котра через озеро Лангват відноситься до сточища річки Рана, яка впадає до Рана-фіорду біля згаданого вище міста Мо-і-Рана). При цьому окрім самої Beiarelva наявні водозабори на Gråtåga (ліва притока Beiarelva) та її лівій притоці Vegdalselva, а також сім водозаборів на струмках, що зтікають до Beiarelva з обох сторін долини. Що стосується Blakkåga, то окрім водозабору на ній відбирають ресурс із озера Bogvatnet,яке дренується коротким струмком праворуч до Blakkåga. Загальна довжина тунелів цієї розгалуженої системи перевищує чотири десятки кілометрів.
Крім того з півдня до Storglomvatnet по короткому – біля 1 км – тунелю подається ресурс із водозабору у верхній течії Langvassåga (тече до нещодавно згаданого озера Лангватн зі сточища Рана-фіорду).
Із Storglomvatnet на захід прокладено головний дериваційний тунель довжиною біля 5,5 км, який неподалік від машинного залу з’єднаний з протяжною (понад два десятки кілометрів лише у основного тунелю) водозбірною системою, котра тягнеться на південь та північ і отримує ресурс із 43 водозаборів на струмках, що стікають з прибережних гір до Holandsfjorden та його східного продовження Nordfjorden, а також ліворуч до річки Fykanaga. 
Також варто відзначити, що в межах проекту відбувається збір води під панцирем льодовика Свартісен, котрий розташований між Storglomvatnet та узбережжям. Загальна ж довжина тунелів станції складає біля 100 км. 
Основне обладнання ГЕС становлять дві  турбіни типу Френсіс потужністю 350 МВт та 250 МВт, які використовують напір у 543 метра та забезпечують виробництво 2466 млн кВт-год електроенергії на рік.
Відпрацьована вода по відвідному тенелю довжиною біля 2,5 км відводиться до Nordfjorden.
Після запуску ГЕС Свартісен, котра забрала для себе більшу частину ресурсів району, на станції Glomfjord вивели з експлуатації п’ять із шести гідроагрегатів, що зменшило її потужність до 20 МВт.